# Kirivong Stadium
Das Kirivong Stadium befindet sich in der kambodschanischen Stadt Doun Kaev in der Provinz Takeo. Es ist die Heimspielstätte des Erstligisten Kirivong Sok Sen Chey. Das Stadion hat ein Fassungsvermögen von 1000 Personen. Bei dem Stadion handelt es sich um ein reines Fußballstadion.